# Günther Paschen
Günther Paschen (* 29. August 1880 in Berlin; † 8. November 1943 in Brandenburg-Görden hingerichtet) war ein deutscher Kapitän zur See der Kriegsmarine und NS-Opfer.

## Leben
Günther Paschen war ein Sohn des späteren Admirals der Kaiserlichen Marine, Karl Paschen, und Emilie, geb. Donner und Tochter des Konteradmirals Johann Otto Donner.
Günther Paschen trat am 12. April 1898 in die Kaiserliche Marine ein. 1908 wurde er Kapitänleutnant.
Später war er bis Juli 1915 Erster Artillerie-Offizier auf der Schwaben und dann bis Juni 1916 in gleicher Position auf der Lützow. Am 27. Januar 1916 wurde er Korvettenkapitän und nahm mit der Lützow an der Skagerrakschlacht teil. Anschließend ging er erneut als Erster Artillerie-Offizier bis April 1917 auf die Baden. Bis November 1917 war er Kommandeur der 2. Abteilung der I. Werft-Division und hatte zeitgleich unterschiedliche Schiffskommandos inne. So war er im August 1917 bis zur Außerdienststellung kurz Kommandant der bereits mit reduzierter Mannschaft ausgestatteten Braunschweig, übernahm dann aber im gleichen Monat bis Oktober 1917 die Schlesien. Anschließend kommandierte er bis Ende 1917 die Panther, dem Flaggschiff der Årøsund-Flottille. Er wurde Kommandeur der Matrosen-Artillerie-Abteilung auf den Baltischen Inseln und blieb in der Kommandierung bis August 1918, um dann bis Kriegsende Adjutant im Stab des Befehlshabers der Baltischen Gewässer zu sein. Am 7. November 1919 wurde er aus der Marine verabschiedet.
Von 1926 bis 1936 war er Lehrer für Englisch und Artilleriekunde an der Marineschule Mürwik und wurde dann in den vorzeitigen Ruhestand versetzt.
Eine Notiz an Hitler (Führerinformation 1943, Nr. 172) fasste die folgenden Aspekte zusammen. Über seine Mutter war er mit der dänischen Minderheit verbunden und war in dieser aktiv. Im August 1943 hatten ihn zwei dänische Männer als mögliche Untermieter in seinem Flensburger Haus besucht. Dabei hatte Paschen zum Ausdruck gebracht, dass er nicht an einen deutschen Sieg glaube und dass die geheimen Waffen, welche den Endsieg bringen sollten, eine Propaganda-Lüge seien. Ebenso führte er aus, dass Dänemark ungerecht von Deutschland behandelt worden sei und Schleswig Dänemark zurückgegeben werden sollte. Für diese vermeintlichen Äußerungen wurde er denunziert, am 4. September 1943 gemeinsam mit seiner Frau Hilda ohne richterlichen Haftbefehl gefangen genommen und Paschen wegen Feindbegünstigung und Wehrkraftzersetzung am 18. Oktober 1943 vom Volksgerichtshof zum Tode verurteilt.
Freisler hatte die Sitzung mit folgenden Worten beendet:

„Wir alle […] wollen mit Recht mit einem solchen ehrlosen Verräter nichts mehr zu tun haben.“

Paschen verfasste einen Abschiedsbrief an seine Frau mit folgenden Worten:

„Ich ging ohne Furcht in den Tod. Der Tod war die Erlösung von Wochen unendlicher körperlicher und seelischer Qualen, vor deren Fortsetzung mir graute. Mein Trost, dass Dir mein Schicksal erspart geblieben ist. […] Ich habe den hiesigen Pfarrer gebeten, dafür Sorge zu tragen, dass meine Leiche nach Flensburg überführt und dort christlich beerdigt wird. Ich will hier nicht irgendwo verscharrt werden.“

Keiner der ihm bekannten Marineangehörigen, wie Großadmiral Raeder und Dönitz, noch seine Crewkameraden der Crew 1898, wie Gottfried Hansen, Walter Gladisch oder Werner Tillessen, versuchten seine Hinrichtung zu verhindern. Raeder soll geäußert haben, dass Paschen selber sehen solle, wie er damit fertigwerde.
Paschen lehnte ein Gnadengesuch bei Hitler ab und so wurde er im Zuchthaus Brandenburg-Görden mit dem Beil hingerichtet. Entgegen seinem letzten Willen wurde er kurz nach der Hinrichtung eingeäschert und die sterblichen Überreste wurden in Brandenburg bestattet.
Paschen war mit einer Engländerin verheiratet.
Nach dem Krieg wurde das Verfahren gegen den Landesgerichtsdirektor Erich Schlemann, welcher für die Todesstrafe gestimmt hatte, eingestellt.